# Francisco de Paula Luz
Francisco de Paula Luz († 10. November 1915 in Macau) war ein portugiesischer Offizier und Kolonialverwalter. 1883 übernahm Luz die Amtsführung des Postens des Gouverneurs der Kolonie Portugiesisch-Timor von Porfírio Zeferino de Sousa. Noch im selben Jahr traf der neue offizielle Gouverneur João Maria Pereira aus Lissabon ein und löste Luz ab. Luz starb 1915 in Macau.